# Salvatore Di Cristina

Erzbischofswappen von Salvatore Di Cristina

Salvatore Di Cristina (* 16. März 1937 in Palermo, Italien) ist emeritierter Erzbischof von Monreale.

## Biografie
Salvatore Di Cristina studierte bis zu seiner Priesterweihe am 2. Juli 1960 an dem Erzbischöflichen Seminar in Palermo und anschließend in Rom am Päpstlichen Patristischen Institut der Päpstlichen Lateranuniversität, wo er in Theologie und Patristik promovierte. 
Salvatore Di Cristina wirkte als Priester an mehreren Pfarreien des Erzbistums Palermo und war über mehrere Jahre Vizerektor, Prorektor und Spiritual des Seminars. Papst Johannes Paul II. verlieh ihm am 31. Januar 1986 den Titel Kaplan Seiner Heiligkeit (Monsignore). Am Istituto Filosofico-Teologico per la Sicilia Occidentale, das heute eine theologische Fakultät ist, lehrte er Patrologie. Von 1990 bis 1996 war er Präsident des Instituts.
Im Februar 1998 wurde Salvatore Di Cristina von Kardinal Salvatore De Giorgi, dem Erzbischof von Palermo, zum Generalvikar ernannt. Am 23. Dezember 2000 wurde er zum Titularbischof von Bilta und zum Weihbischof in Palermo ernannt. Die Bischofsweihe empfing er am 26. Januar 2001 in der Kathedrale von Palermo.
Am 2. Oktober 2006 wurde Salvatore Di Cristina nach dem plötzlichen Tod von Cataldo Naro, dem Erzbischof von Monreale, von Papst Benedikt XVI. zum Apostolischen Administrator des Erzbistums Monreale ernannt. Am 2. Dezember 2006 ernannte der Papst ihn zum Erzbischof von Monreale. Die feierliche Amtseinführung fand am 23. Dezember 2006 in der Kathedrale von Monreale statt. 
In der Sizilianischen Bischofskonferenz war Salvatore Di Cristina Delegierter für Kultur und soziale Kommunikation.
Am 8. Februar 2013 nahm Papst Benedikt XVI. seinen altersbedingten Rücktritt an.